# مننژیوم
مننژیوم (به انگلیسی: Meningioma) یکی ازتومورهای اولیه سیستم عصبی مرکزی است که در نخاع یا مغز بروز می‌کند و منشأ تومور از سلولهای مننژ و عنکبوتیه است. این تومور معمولاً خوش‌خیم است.

## علائم و درمان
مننژیوم ۲۰٪ تومورهای مغزی را تشکیل می‌دهد. این تومورها رشد آهسته‌ای داشته و کروی شکل هستند. علائم تومور بستگی به محل آن دارد، دربسیاری از موارد تومور بدون علامت است و در مطالعات تصویربرداری (مانند MRI) کشف می‌شود. علائم شامل سردرد، تهوع، تشنج، اختلالات اعصاب جمجمه ای، تاری دید، تحریک‌پذیری، افزایش فشار داخل جمجمه ای و … می‌باشد. درمان در موارد علامت دار با جراحی و رادیوتراپی (پرتودرمانی) است.